# Кам'яні ворота (арка)
Кам'яні ворота (башк. Ҡапҡаташ) — кам'яна арка, що розташована в урочищі Ласинташ в правому скелястому борту річки Ай, за 1,5 км від с. Лакли Салаватського району Республіки Башкортостан. У цьому місці річка Ай прорізає в масиві Капкаташ скелястий каньйон. Кам'яна арка являє собою пласт вапняків вертикального падіння. Утворилася в результаті руйнування карстової печери. Масив складається з вапняків верхньокам'яновугільного періоду легкорозчинних карбонатних порід. У вапняковій скелі товщиною близько 2 м зберігся залишок печерного проходу шириною більше 4 м та висотою 4,2 м.
В околицях природної пам'ятки ландшафти представлені мішаними лісами, переважно березовими та сосновими. Проростають рідкі види рослин: в Червону книгу Республіки Башкортостан включені коручка темно-червона, гвоздика голколиста, пирій, шиверкія північна та інші; в Червону книгу Росії — мінуарція Гельма та булатка червона.
Постановою Ради Міністрів Башкирської АРСР від 17.08.1965 № 465 об'єкту присвоєно статус пам'ятки природи регіонального значення, відноситься до переліку рідкісних карстових утворень — кам'яна арка.